# 捆綁式假陰莖

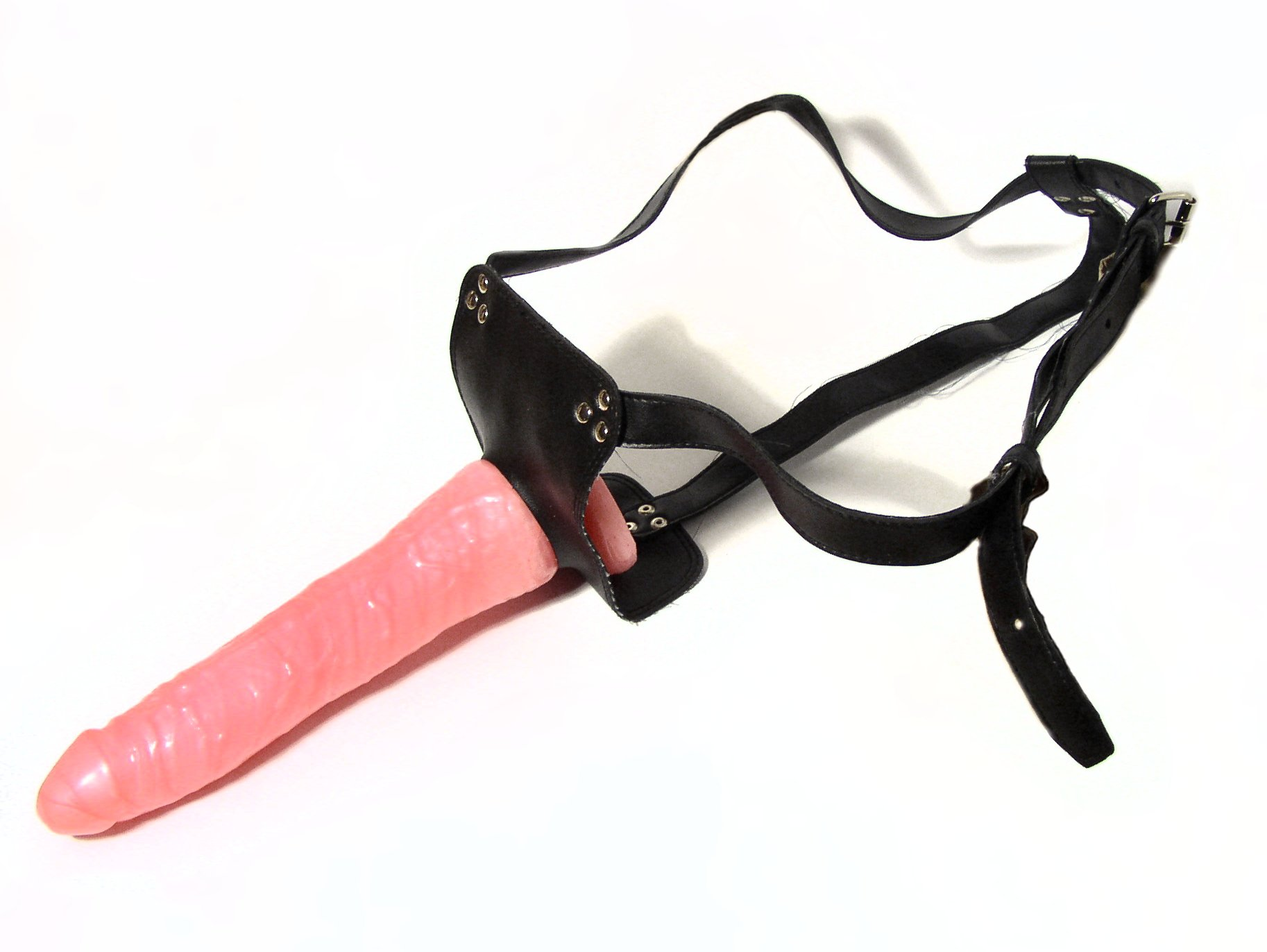
捆綁式假陰莖

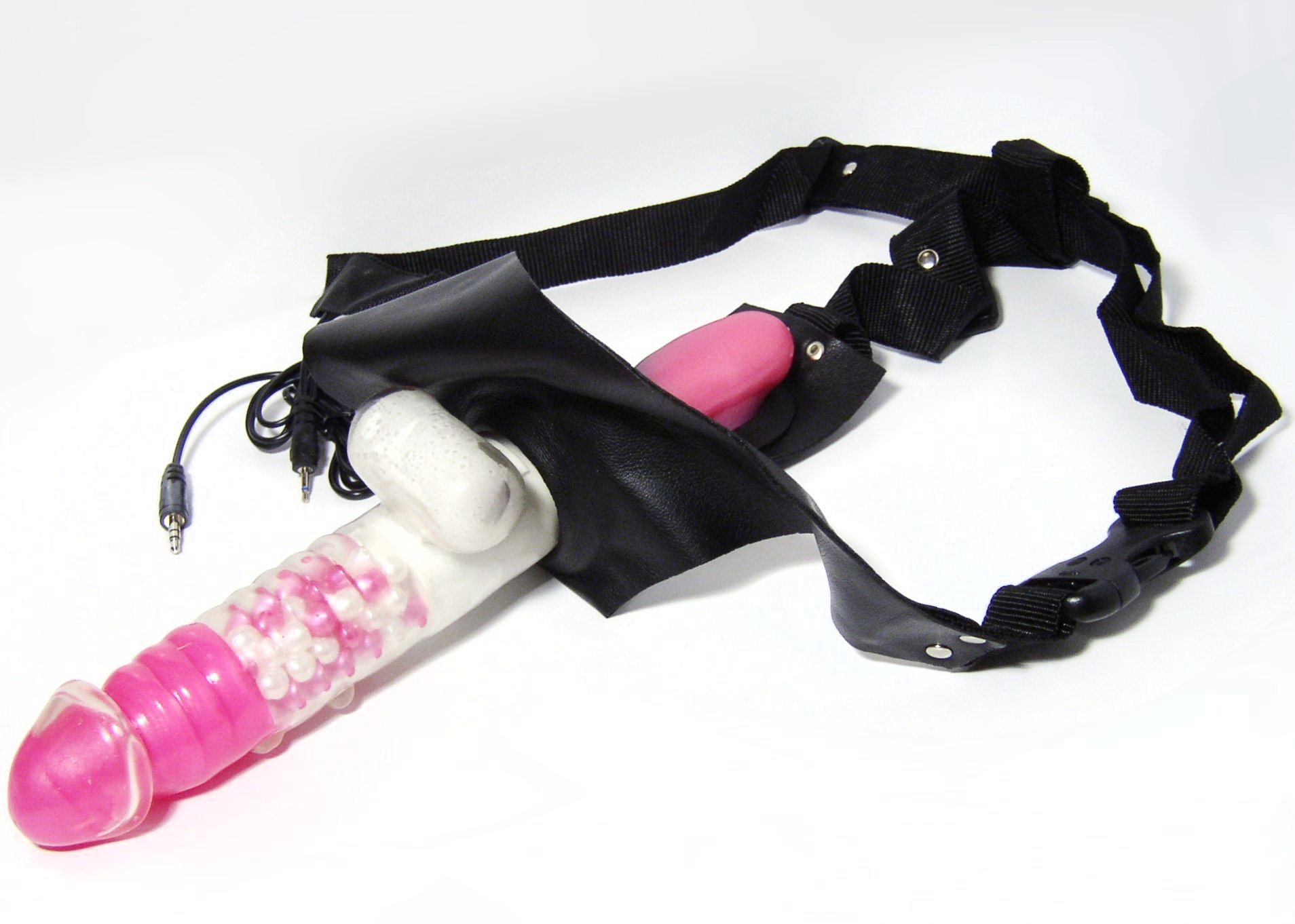
有轉動和震動功能的捆綁式假陰莖

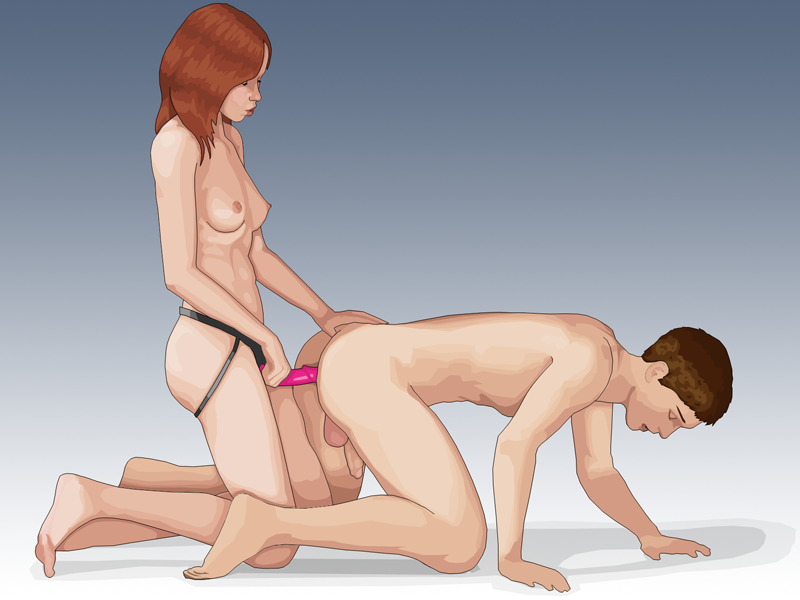
一名穿着捆绑式假阴茎的女性對另一人肛交

捆綁式假陰莖（又称作阳具带、皮捆綁式假阳具）是性用品的一種，與假陰莖相似，是一种设计有捆绑带以在性行为时佩戴的假阳具，有些還帶有與跳蛋相似的震動和轉動功能。捆绑带和假阳具有多种款式，其中有考虑为佩戴者对捆绑带而适应所制作款式，以及侧重于假阳具与捆绑带的装配方式的款式，也还有考虑刺激佩戴方或者性伴侣的款式。捆绑式假阳具可用于多种性行为，包括单独或相互自慰，也会在口交、肛交、或者阴道性交等。通常是由女方穿戴與另一名女方性交或與男方肛交，使用润滑剂可以用来辅助插入。任何性傾向和性别的人都可能用到捆绑式假阳具。在一些成人用品商店里面可以买到。